# Catigbian, Bohol
Catigbian là đô thị hạng 4 ở tỉnh Bohol, Philippines. Catigbian là một đô thị nằm trong nội địa, phía bắc của Balilihan, phía nam của Sagbayan và Tubigon, phía đông của San Isidro và phía tây của Batuan. 
Theo điều tra dân số năm 2007, đô thị này có dân số 23.333 người.

## Các đơn vị hành chính
Catigbian về mặt hành chính được chia thành 22 khu phố (barangay).
| - Alegria - Ambuan - Baang - Bagtic - Bonbong - Cambailan - Candumayao - Kang-iras | - Causwagan Norte - Hagbuaya - Haguilanan - Libertad Sur - Liboron - Mahayag Norte - Mahayag Sur | - Maitum - Mantasida - Poblacion - Poblacion Weste - Rizal - Sinakayanan - Triple Union |